# Fontaria pulchella
Fontaria pulchella är en mångfotingart som beskrevs av Charles Harvey Bollman 1889. Fontaria pulchella ingår i släktet Fontaria och familjen Xystodesmidae. Inga underarter finns listade i Catalogue of Life.